# Bintang Selatan
Bintang Selatan is een bestuurslaag in het regentschap Bengkulu Tengah van de provincie Bengkulu, Indonesië. Bintang Selatan telt 493 inwoners (volkstelling 2010).